# NGC 5584
NGC 5584是一個位於室女座的螺旋星系，直徑超過5萬光年，距離地球約7千2百萬光年。
哈伯太空望遠鏡所拍攝該星系藍色影像是年輕的恆星，暗色區域則是塵埃，偏紅的點狀物則是背景星系。
在NGC 5584中已發現250顆造父變星。
本條目影像是2010年1月到4月間，由哈勃空间望远镜搭載的第三代廣域照相機拍攝的數幅影像合成。

## 外部連結
- Spiral Key to Universe's Expansion（页面存档备份，存于）: ESA/Hubble Picture of the week.